# Chengxiang (socken i Kina, Shandong)
Chengxiang (kinesiska: 城厢街道, 城厢) är en socken i Kina. Den ligger i provinsen Shandong, i den östra delen av landet, omkring 330 kilometer öster om provinshuvudstaden Jinan. Antalet invånare är 172 357. Befolkningen består av 85 654 kvinnor och 86 703 män. Barn under 15 år utgör 13,0 %, vuxna 15-64 år 78 %, och äldre över 65 år 7,0 %.
Genomsnittlig årsnederbörd är 784 millimeter. Den regnigaste månaden är juli, med i genomsnitt 259 mm nederbörd, och den torraste är januari, med 12 mm nederbörd.